# 小笠原常春
小笠原 常春（おがさわら つねはる）は、江戸時代前期から中期にかけての旗本。徳川吉宗が主導した騎射の諸儀式の復興に関与し、幕府の騎射師範役となった。子孫も同様の役を務め、現在の小笠原流（弓馬術礼法小笠原教場）宗家に続いている。

## 略歴
寛文6年（1666年）、旗本・小笠原直経の四男として誕生。延宝6年（1678年）2月18日、4代将軍・徳川家綱に拝謁し、同年12月6日に家督を相続し寄合に列する。天和3年（1683年）閏5月21日小姓組に列し、元禄2年（1689年）2月13日桐間番に移り、同年4月21日小姓に進んだが、9月29日、「ゆえありて」小普請に落とされた。元禄3年（1690年）5月10日大番に列し、元禄9年（1696年）7月4日御小納戸に移り、元禄10年（1697年）閏2月7日大番に復する。同年7月26日、廩米500俵を改め、下野国梁田郡、安蘇郡、都賀郡のうちに采地を賜る（知行500石）。
元禄11年（1698年）、5代将軍・徳川綱吉の養女八重姫の水戸徳川家への輿入れの式を承り、時服2領黄金2枚を賜ったのを初め、この後も度々将軍家の姫の輿入式の任にあたる。
宝永5年（1708年）12月3日小姓組番士となり、正徳3年（1713年）3月18日次期将軍徳川家継の元服の式を書し、正徳5年（1715年）1月11日徒士頭となり、享保2年（1717年）1月11日目付に転ずる。
享保9年（1724年）10月25日、幕臣に流鏑馬、笠懸を師範する任を承り、将軍の台覧の際に時服3領を賜る。また享保11年（1726年）2月2日番士の輩に騎射を師範する任を承り、将軍の台覧の際に時服3領を賜る。これより赤沢小笠原家（小笠原平兵衛家）は代々幕府の騎射師範役となる。
享保13年（1728年）、天然痘を罹患した徳川家重の快癒祈願のため、流鏑馬を興行する。享保14年（1729年）9月28日新番の頭に転じ、元文2年（1737年）6月2日徳川家治誕生の際にその礼式を承り、時服2領黄金2枚を賜る。元文3年（1738年）2月21日幕命により流鏑馬を興行し時服2領黄金3枚を賜る。元文4年（1739年）1月11日御槍奉行に転じ、元文5年（1740年）5月23日吹上御所にて、幕臣による騎射を将軍の台覧に供じる。
延享2年（1745年）8月7日老齢を理由に職を辞し、寄合に列し、時服3領を賜る。延享3年（1746年）4月5日致仕し、養老の廩米300俵を賜る。延享4年（1747年）死去。享年82。浅草の長徳院に葬られた。